# Carrillo (cratère)
Pour les articles homonymes, voir Carrillo.
Carrillo est un cratère lunaire situé à l'extrême Est de la face visible de la Lune au sud-ouest de la Mare Smythii. Le cratère Carrillo est situé à l'est des cratères Haldane et Talbot ainsi qu'au sud du cratère Avery. Le contour de ce cratère est circulaire.
En 1979, l'Union astronomique internationale a donné le nom de Carrillo à ce cratère en l'honneur de l'ingénieur mexicain Nabor Carrillo (en).